# Lützensömmern
Lützensömmern ist ein Ortsteil der Gemeinde Kutzleben im Unstrut-Hainich-Kreis im Nordwesten Thüringens. Der Ort hat etwa 300 Einwohner.

## Lage
Der Ort liegt rund einen Kilometer östlich von Kutzleben. Lützensömmern ist durch eine Buslinie der Regionalbus-Gesellschaft Unstrut-Hainich- und Kyffhäuserkreis mit Bad Tennstedt verbunden.

## Geschichte
Im Jahr 1251 wurde Lützensömmern erstmals urkundlich genannt. Die Kirche stammt im Kern aus dem 16. Jahrhundert.

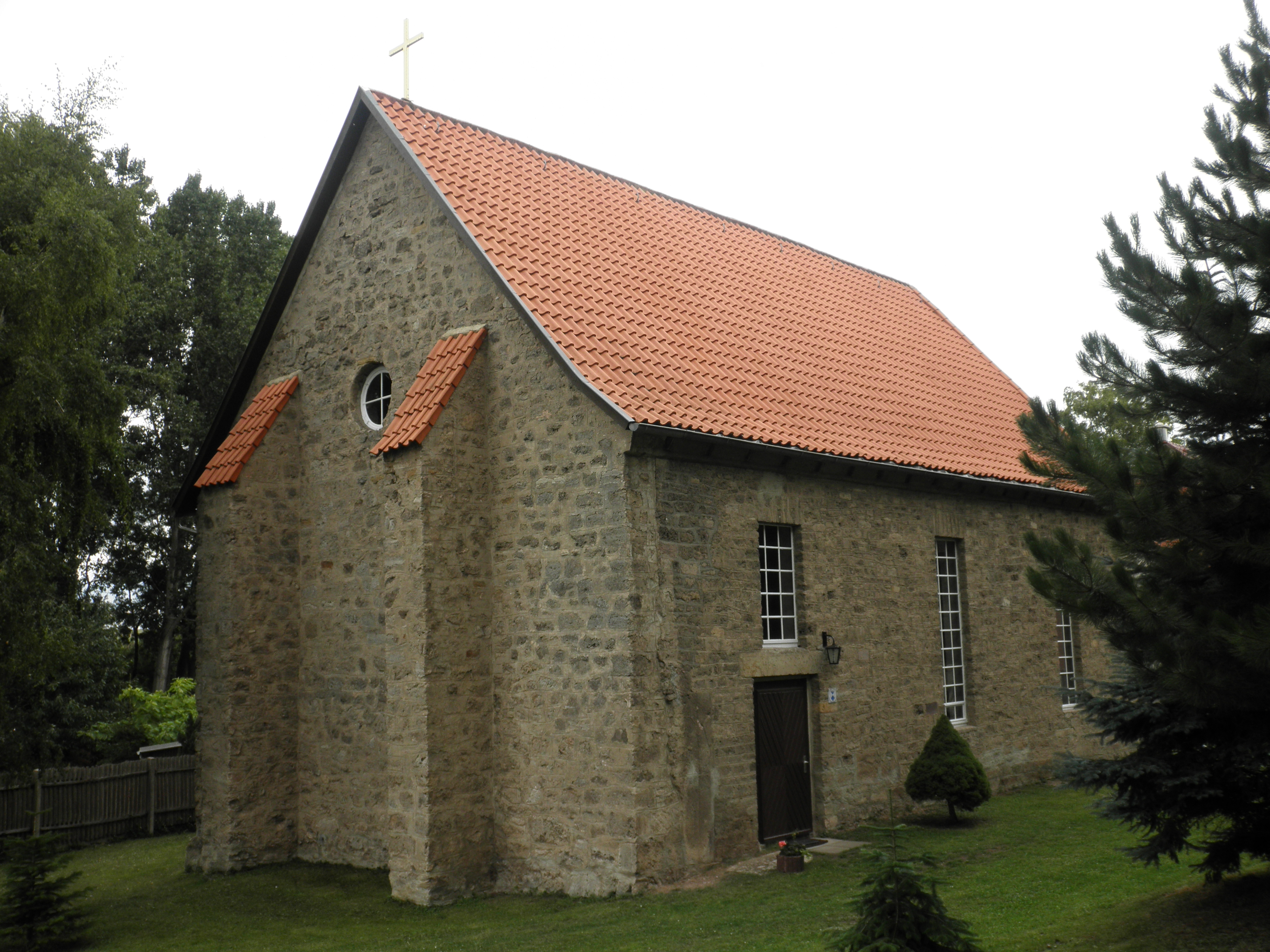
St.-Marien-Kirche

Lützensömmern gehörte bis 1815 zum kursächsischen Amt Weißensee. Durch die Beschlüsse des Wiener Kongresses kam er zu Preußen und wurde 1816 dem Landkreis Weißensee im Regierungsbezirk Erfurt der Provinz Sachsen zugeteilt, zu dem er bis 1944 gehörte. Am 1. Juli 1950 wurde der Ort nach Kutzleben eingemeindet.
Im Ort befindet sich ein ehemaliges Rittergut, das heute für Tagungen genutzt wird.

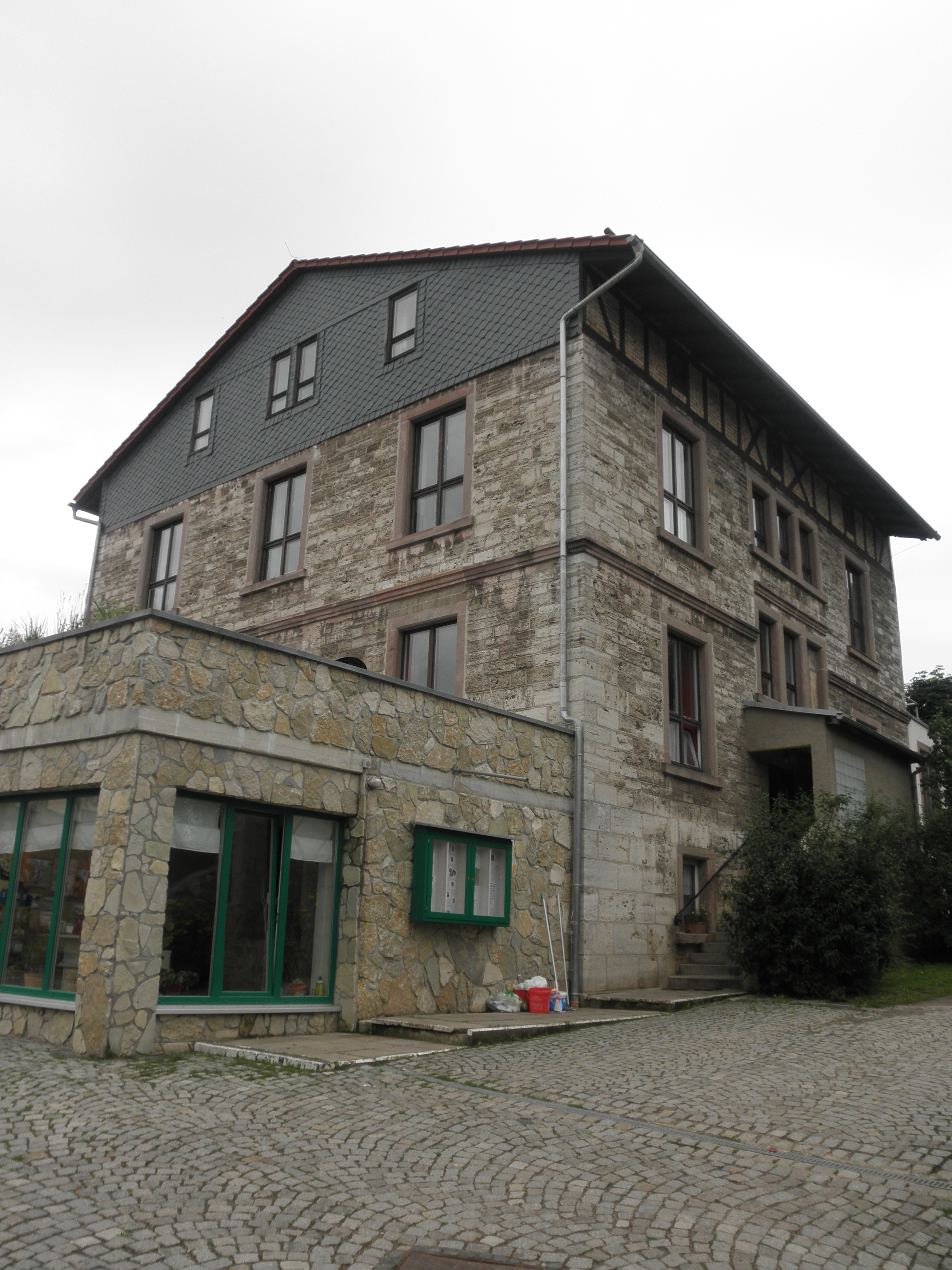
Herrenhaus des Rittergutes

## Persönlichkeiten
- Irene Schuch (* 20. November 1935 in Lützensömmern), Leichtathletin
- Annerose Fiedler (* 5. September 1951 in Lützensömmern), Leichtathletin